# Спурий Карвилий Максим
Спурий Карвилий Максим (лат. Spurius Carvilius Maximus; умер после 272 года до н. э.) — римский военачальник и политический деятель из плебейского рода Карвилиев, консул 293 и 272 годов до н. э., цензор, предположительно, в 289 году до н. э. Участник Третьей Самнитской войны и завоевания Южной Италии.

## Биография
Спурий Карвилий принадлежал к незнатному плебейскому роду Карвилиев. Согласно Капитолийским фастам, у его отца и деда был преномен Гай.
Историк Луций Кальпурний Пизон Фруги сообщает, что в 299 году некто Спурий Карвилий Максим был курульным эдилом; но он называет этого Спурия сыном Квинта (этот преномен Карвилиями не использовался), к тому же в те годы курульными эдилами могли быть только патриции. Поэтому в историографии это сообщение считается не соответствующим действительности.
Первое упоминание о Спурии Карвилии относится к 293 году до н. э., когда он стал консулом совместно с патрицием Луцием Папирием Курсором. В это время очередная война с самнитами достигла апогея. Большая самнитская армия вторглась в Кампанию, а консулы тем временем, действуя совместно, разграбили Самний. Войско Карвилия расположилось лагерем под Коминием, а войско Папирия Курсора — под Аквилонией, в 20 милях, и они поддерживали постоянную связь между собой. Консулы начали сражение в один день, чтобы ни одна из двух самнитских армий не могла помочь другой, и обоим сопутствовал успех; так, во взятом Коминии погибли 4880 самнитов, а в плен сдались 11400. Город был сожжён.
После этой победы Карвилий взял самнитские города Велия, Палумбин и Геркуланум и двинулся в Этрурию. Здесь он взял ещё пять крепостей и заставил фалисков выплатить контрибуцию. По возвращении в Рим Карвилий удостоился триумфа за свои победы. Тит Ливий пишет, что «над самнитами триумф его был не столь славен, как у товарища, однако сравнялся с ним, когда добавились победы в Этрурии». К тому же Карвилий раздал часть добычи своим воинам, что сделало его более популярным, чем его скупой коллега.
В следующем году Спурий Карвилий снова успешно воевал в Этрурии в качестве легата в войске консула Децима Юния Брута Сцевы, бывшего ранее легатом в его армии. Позже (точная дата неизвестна, но исследователи предполагают, что это было в 289 году до н. э.) он получил цензуру, а в 272 году стал консулом во второй раз. Его коллегой снова был Луций Папирий Курсор. В этом году были одержаны победы над самнитами, тарентинцами, луканами и бруттиями, и Карвилий удостоился за них второго триумфа.